# Birkenstock
Birkenstock — немецкий производитель обуви.

## История
Первое упоминание об обувном предприятии семьи Биркеншток относятся к 1774 году; основателем компании считается Иоганн Адам Биркеншток. В 1896 году его праправнук Конрад Биркеншток во Франкфурте основал компанию по производству ортопедических стелек. В 1963 году внук Конрада, Карл Биркеншток, представил модель сандалий Madrid с подошвой из пробки. В 1966 году эти сандалии начали продаваться в США, где пользовались спросом у хиппи. В 1970-х годах были запущены модели сандалий Arizona и Boston.
В 2002 году Карл Биркеншток передал руководство компанией своим сыновьям Кристиану, Стефану и Алексу; в 2013 году Стефан продал свою долю. В 2012 году управление компанией перешло к двум наёмным управляющим — Маркусу Бенсбергу и Оливеру Райхерту. В 2015 году началось производство сандалий из материала EVA (этиленвинилацетата); они были водостойкие и вдвое дешевле прежних моделей из пробки и кожи. К 2018 году объём производства достиг 25 млн пар в год, выручка — 800 млн долларов. В 2021 году братья Биркеншток продали семейный бизнес инвестиционной компании L Catterton за 4,9 млрд долларов. В том же году Маркус Бенсберг подал в отставку. В феврале 2021 года в Люксембурге была зарегистрирована холдинговая компания BK LC Lux Finco 2 S.à r.l., в 2023 году она была перерегистрирована на острове Джерси под названием Birkenstock Holding; формальная штаб-квартира разместилась в Лондоне. В октябре 2023 года акции Birkenstock были размещены на Нью-Йоркской фондовой бирже.

## Собственники и руководство
Акции компании с октября 2023 года котируются на Нью-Йоркской фондовой бирже. Контролирующим акционером является американская инвестиционная компания L Catterton, ей принадлежит 72 % акций. Второй по значимости акционер — французская инвестиционная компания Financière Agache (5,5 %), контролируемая Бернаром Арно.
Руководство:
- Джеймс Майкл Чу (James Michael Chu, род. 5 июля 1958 года) — председатель совета директоров с апреля 2021 года; соучредитель и генеральный директор компании L Catterton.
- Оливер Райхерт (Oliver Reichert) — генеральный директор с 2013 года, в компании с 2009 года.

## Деятельность

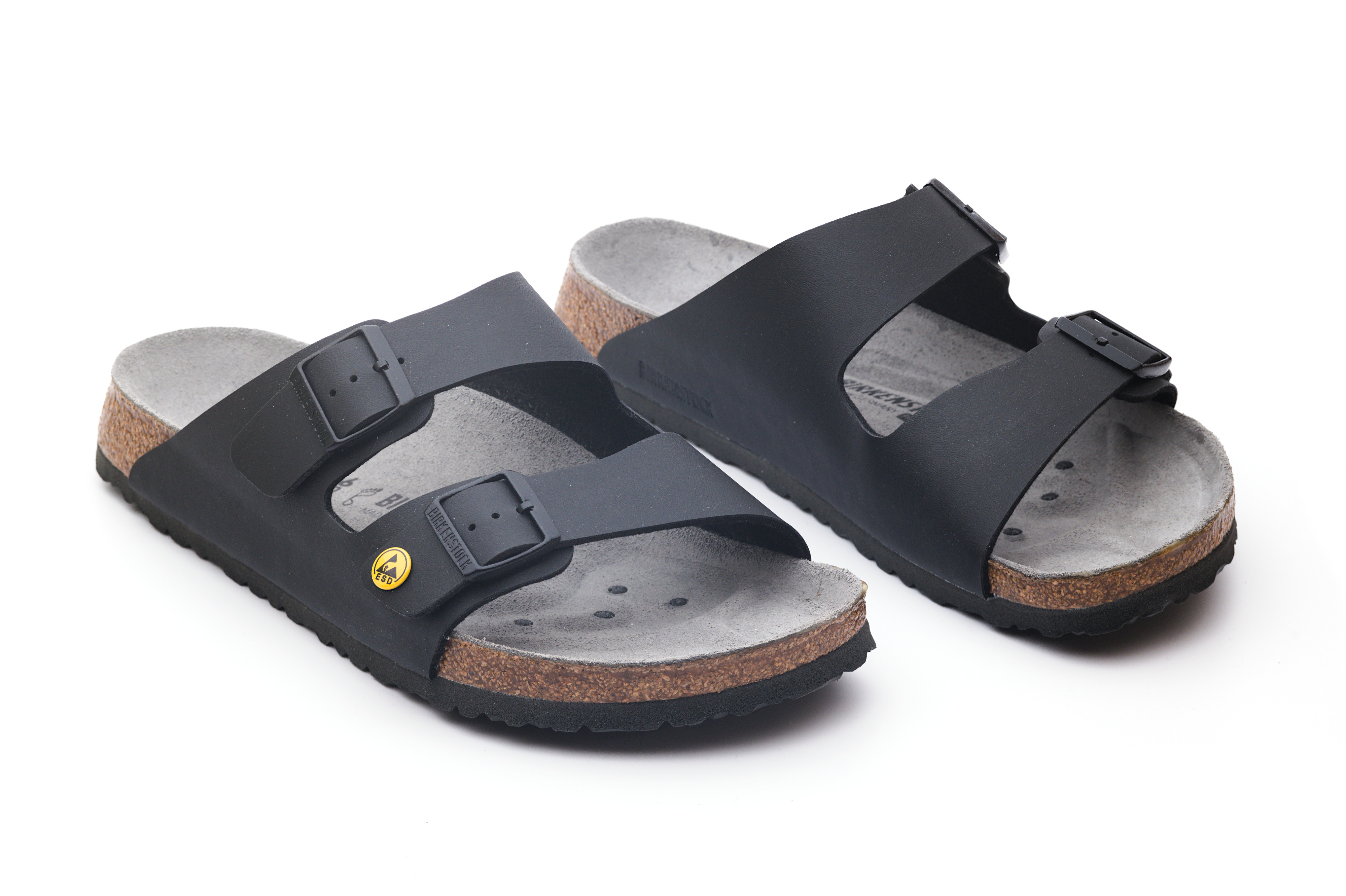
Birkenstock Arizona ESD

Подразделения компании по состоянию на 2023/24 финансовый год:
- Америка — 52 % выручки;
- Европа — 36 % выручки;
- Азиатско-Тихоокеанский регион, Ближний Восток и Африка — 12 % выручки.

Обувь производится на 6 фабриках в Германии (Бернштадт, Гёрлиц, Маркерсдорф, Пазевальк, Санкт-Катаринен и Юрцелль), некоторые комплектующие изготавливаются в Португалии (Арока). Основными линиями обуви являются Madrid, Arizona, Boston, Gizeh и Mayari.
За 2023/24 финансовый год было продано 34,1 млн пар обуви, выручка компании составила 1,8 млрд евро. Около 40 % продаж приходится на собственную розничную сеть и платформы электронной коммерции, остальное реализуется оптом сторонним торговым сетям. Важнейшими рынками сбыта были США (830 млн евро) и Германия (193 млн евро).